# Чет-Кызыл
Чет-Кызыл (кирг. Чет-Кызыл) — село в Баткенском районе Баткенской области Кыргызстана. Входит в состав Кара-Бакского айылного аймака.

## География
Село расположено в центральной части области, вблизи государственной границы с Таджикистаном, на расстоянии приблизительно 8 километров (по прямой) к северо-северо-востоку от города Баткена, административного центра области и района. Абсолютная высота — 860 метров над уровнем моря.

## Население
Согласно оценочным данным Национального статистического комитета Кыргызской Республики, численность населения села на начало 2023 года составляла 2359 человек.
| год     | 2009 | 2014 | 2015 | 2020 | 2021 | 2023 |
| ------- | ---- | ---- | ---- | ---- | ---- | ---- |
| человек | 1671 | 2076 | 2159 | 2197 | 2264 | 2359 |